# Anduzedoras oxyrhynchus
Anduzedoras oxyrhynchus – słabo poznany gatunek słodkowodnej ryby sumokształtnej z rodziny kirysowatych (Doradidae), jedyny przedstawiciel rodzaju Anduzedoras. Osiąga około 32 cm długości standardowej (SL). Nie ma znaczenia gospodarczego.

## Występowanie
Ameryka Południowa – dorzecza Rio Negro i górnego biegu Orinoko, na obszarze Brazylii i Wenezueli.